# جابرييلا وندسور
جابرييلا وندسور (بالإنجليزية: Gabriella Windsor)‏ سيدة مجتمع بريطانية (ولدت يوم 23 أبريل من العام 1981) هي الابنة الصغرى للأمير مايكل أمير كينت ، وزوجته ماري كريستين